# Yamoussoukro
Yamoussoukro Elefántcsontpart fővárosa 1983 óta. Az előző fővárosok Grand-Bassam, Bingerville és Abidjan voltak, Abidjan ma is a legfontosabb gazdasági központ. Yamoussoukro eredetileg egy falu volt, ahol az elefántcsontparti függetlenség atyja, Félix Houphouët-Boigny született. Az erősen ambiciózus Boigny számos tekintetben a maga képére akarta formálni az országot és ezért hatalmas pénzek árán, a lakosság számára nem csekély megterheléssel fejlesztette Yamoussoukrót országa fővárosává. Itt található a világ legnagyobb temploma, a Miasszonyunk, a béke királynője bazilika.
Habár Yamoussoukro hivatalosan Elefántcsontpart fővárosa, de a kormányon kívül semmi sem székel itt. Abidjan a mai napig megőrizte vezető szerepét a gazdaság, az adminisztráció, a kultúra és a turizmus területén.

## Földrajz
A Guineai-küszöböt átszelő Bandama folyótól 20 km-re keletre, a tengertől légvonalban 200 km-re, az esőerdő és a facsoportokkal tarkított nedves szavanna határvonalán fekszik. Tengerszint feletti magassága 208 méter.

### Éghajlat
Éghajlatának jellemzője az egyenletes, fülledt hőség, és az 1200 mm körüli csapadék. Az évi középhőmérséklet 27 °C.
| Hónap                         | Jan. | Feb. | Már. | Ápr. | Máj. | Jún. | Júl. | Aug. | Szep. | Okt. | Nov. | Dec. | Év   |
| ----------------------------- | ---- | ---- | ---- | ---- | ---- | ---- | ---- | ---- | ----- | ---- | ---- | ---- | ---- |
| Átlagos max. hőmérséklet (°C) | 31,5 | 33,5 | 33,5 | 32,9 | 31,7 | 30,1 | 28,6 | 28,5 | 29,3  | 30,1 | 30,7 | 30,1 | 30,9 |
| Átlaghőmérséklet (°C)         | 25,2 | 27,3 | 27,6 | 27,3 | 26,5 | 25,6 | 24,5 | 24,5 | 24,8  | 25,2 | 25,0 | 24,5 | 25,7 |
| Átlagos min. hőmérséklet (°C) | 18,9 | 21,2 | 21,8 | 21,8 | 21,3 | 21,1 | 20,4 | 20,6 | 20,4  | 20,4 | 20,3 | 19,0 | 20,6 |
| Átl. csapadékmennyiség (mm)   | 13   | 42   | 108  | 126  | 155  | 165  | 88   | 83   | 170   | 125  | 36   | 15   | 1126 |
| Forrás: Climate-Data.org      |      |      |      |      |      |      |      |      |       |      |      |      |      |

## Története
A franciák mintagyarmataként ismert Elefántcsontpart közigazgatását 1870-1893 között Grand Bassamból, majd 1893-1894-ben Bingervilleből irányították.
1934-ben pedig Abidjan kikötőváros vette át a gyarmati székhely szerepét.
1960-ban függetlenné vált Elefántcsontpart később is megőrizte jó kapcsolatait a volt anyaországgal, és szabad utat engedve a külföldi tőkének, látványos gazdasági fejlődést ért el.

## Gazdasága
Az ország fő exportcikkei a kakaó és a kávé.

## Látnivalók
- Miasszonyunk a béke királynője-bazilika, a világ legnagyobb keresztény temploma[2]